# North Huron (Ontario)
North Huron to gmina (ang. township) w Kanadzie, w prowincji Ontario, w hrabstwie Huron.
Powierzchnia North Huron to 178,52 km².
Według danych spisu powszechnego z roku 2001 North Huron liczy 4984 mieszkańców (27,92 os./km²).